# Стальной алхимик: OVA
Fullmetal Alchemist: OVA (яп. 鋼の錬金術師, PREMIUM COLLECTION — Hagane no Renkinjutsushi Premium Collection) — манга и аниме, сборник из четырёх короткометражных серий из мира «Стального алхимика», выпущенный на DVD компанией «BONES» в 2006 году. Эпизоды хронологически или сюжетно не связаны с сюжетными линиями манги или аниме «Fullmetal Alchemist», и представляют собой лишь несколько комедийных зарисовок.

## Список серий

### Alchemists vs. Homunculus
Часть событий мы видим от лица молодого алхимика, который был назначен стажером в команду Мустанга. Эда и Ала захватил Жадность, пытаясь с помощью похищенной им Уинри выпытать у них секрет преобразования души. Полковник Мустанг спешит им на помощь. А в это время остальные гомункулы во главе с Кингом Бредли отправляются следом за Мустангом, чтобы наконец-то избавиться от Жадности. В результате, стычка между людьми Мустанга, братьями Элриками и Гомункулами в подземном городе перерастает в масштабное сражение с привлечением всех Государственных Алхимиков, под командованием Френка Арчера и майора Армстронга. Финалом боя становится активация нашим героем алхимического кольца. В результате, здание рушится, гомункулы сбегают, братья Элрики вновь отправляются на поиски философского камня, а нас поздравляют с первым днем на работе.

### Chibi-party
После съемок «Fullmetal Alchemist: Conqueror of Shambala» все герои приглашаются на вечеринку в бар. Но на поверку оказывается, что в реальной жизни наши герои далеко не такие милые и пушистые, как в аниме. Слово за слово, рюмка за рюмкой… и вот вспоминаются старые обиды и назревает драка. Но тут появляется Обжорство и живых почти не остается. Эпизод выполнен в стиле «чиби» (большие головы, маленькие тела) и откровенно комедийной форме.

### Hagaren Kids
Действие происходит в наши дни в современном Токио. Трое малышей идут поздравлять своего дедушку с днем рождения. Сами дети похожи на Эда, Ала и Уинри. В течение своего путешествия они встречаются других персонажей аниме. Преодолев трудности они наконец добираются до своего деда. Им оказывается Эдвард Элрик.

### Live Action
В поисках своего брата Эдварда, Альфонс Элрик отправляется в наш мир и попадает в современный Токио. В поисках брата он бродит по городу, пока не забредает в здание студии «BONES». Вот только дверь оказывается маловата для его габаритов.